# Pelidnota cuprea
Pelidnota cuprea es una especie de escarabajo del género Pelidnota, familia Scarabaeidae. Fue descrita científicamente por Germar en 1824.
Especie nativa de la región neotropical. Habita en Brasil.